# تاريخ جبل طارق

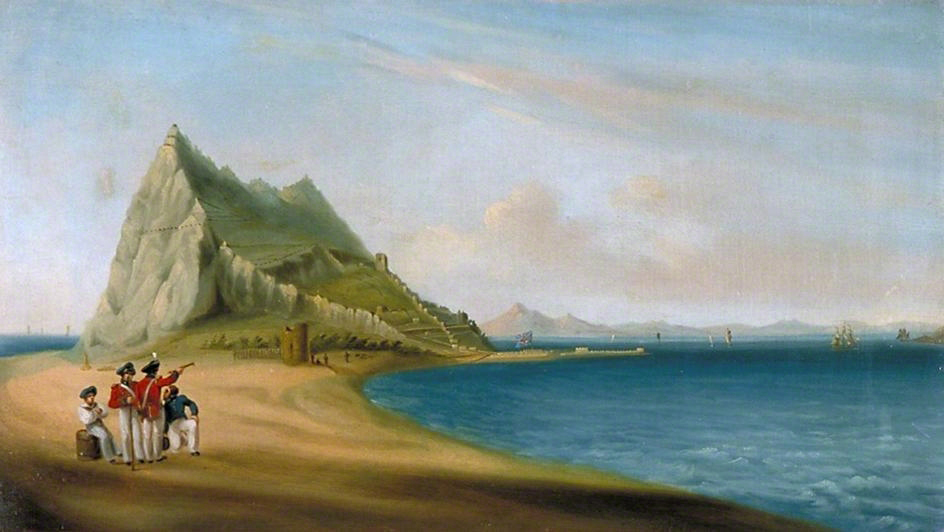
منظر من الشمال لجبل طارق من الحدود الإسبانية بريشة (جون ماس) 1782

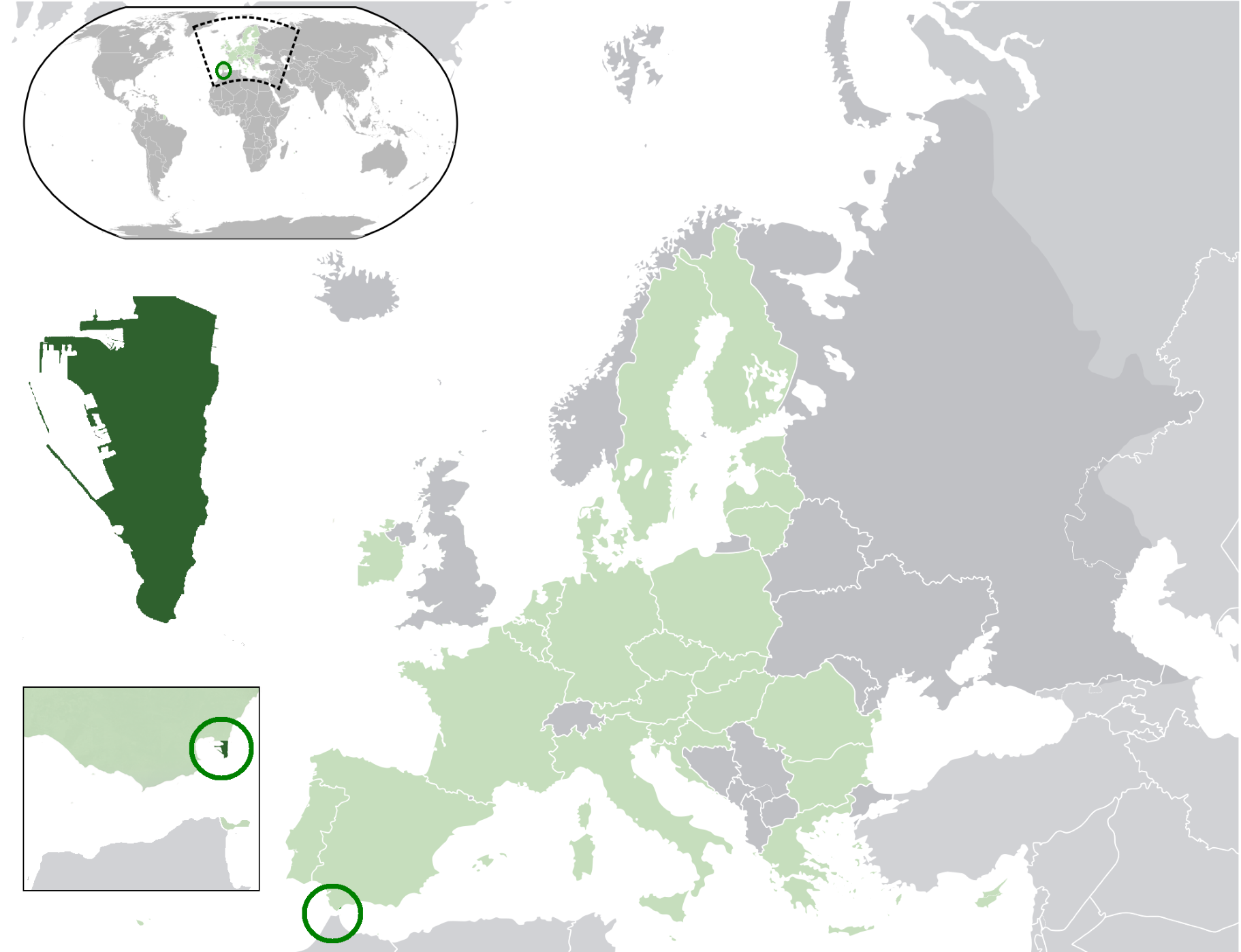
موقع جبل طارق في أقصى جنوب شبه الجزيرة الإيبيرية

يصل تاريخ جبل طارق إلى 2,900 سنة، وهو شبه جزيرة صغيرة تقع بالساحل الجنوبي لشبه الجزيرة الأيبيريّة عند مدخل البحر المتوسط. وتحوَّل جبل طارق من مكان مهيب في العصور القديمة إلى «أحد أكثر الأماكن تحصينًا وأكثر المواقع الأوروبية التي حورب في سبيلها،» كما أورد أحد المؤرخين. منح الموقع المتميز لجبل طارق تلك الأهمية الكبيرة له على مدار التاريخ الأوروبي، ولمدينته المحصنة التي تأسست في العصور الوسطى وضمّت الحاميات التي تصدّت للعديد من الحِصارات والمعارك على مدار قرون.
كان النياندرتال هم أول من سكنوا جبل طارق منذ أكثر من 50,000 عام وربما كان جبل طارق هو أحد آخر الأماكن التي سكنها النياندرتال قبل فنائهم منذ 24,000 عام. بدأ التاريخ المسجل لجبل طارق حوالي عام 950 قبل الميلاد مع قدوم الفينيقيين الذين عاشوا بالقرب منه. وفيما بعد عَبَدَ القرطاجيون والروم الإله هرقل في أضرحة كان يعتقد أنها بُنيت على صخرة جبل طارق وكانوا يسمّونها مونس كالبي أي «الجبل الأجوف» وتعتبر من إحدى أعمدة هرقل.
أصبح جبل طارق جزءًا من مملكة القوط التي تسيطر على هسبانيا وذلك بعد سقوط الإمبراطورية الرومانية، ثم وقع تحت حكم مسلمي شمال إفريقيا في عام 711 ميلادية. وظل تحت سيطرة المسلمين بشكل دائم لأول مرة وسُمّي جبل طارق
و تم تحريف اسمه فيما بعد ليتحوّل إلى جبرلتار في اللغة الإنجليزية. استولت مملكة قشتالة المسيحية علي جبل طارق ولكنه عاد إلى سيطرة المسلمين مرة أخرى في عام 1333م، ثم استعادته في النهاية في عام 1462م. أصبح جبل طارق جزءً من المملكة الإسبانية المتحدة وظل تحت الحكم الإسباني حتى عام 1704م. وخلال حرب الخلافة الإسبانية استولى الأسطول الإنجليزي-الهولندي على جبل طارق باسم كارل السادس أحد ملوك هابسبورغ المُطالبين بعرش إسبانيا. وفي نهاية الحرب تنازلت إسبانيا عن جبل طارق لبريطانيا وفقًا لشروط معاهدة أوترخت عام 1713م.
حاولت إسبانيا استعادة سيطرتها على جبل طارق الذي أعلنت بريطانيا أنه أحد مستعمرات التاج البريطاني من خلال الضغوط العسكرية والدبلوماسية والاقتصادية. حوصر جبل طارق وتعرض لقصفٍ عنيف خلال ثلاث حروب بين بريطانيا وإسبانيا، ولكن كان يتم صد الهجمات في كل مرة. وقبل فرض الحصار الأخير في أواخر القرن الثامن عشر، كان جبل طارق قد تعرض لأربعة عشر حصارًا في خمسمائة عام. ففي السنين التي تلت معركة طرف الغار، أصبح جبل طارق قاعدة أساسية في حرب شبه الجزيرة الأيبيرية. ازدهرت مستعمرة جبل طارق ازدهارًا سريعًا خلال القرن التاسع عشر وأوائل القرن العشرين، مما جعلها أحد أهم الممتلكات البريطانية في حوض البحر المتوسط. فكانت بمثابة المحطة للسفن المتجهة للهند عبر قناة السويس. وفي نهاية القرن التاسع عشر بُنيت قاعدة بحرية بريطانية كبيرة هناك بتكاليف باهظة مما جعلها العمود الفقري لاقتصاد جبل طارق.
كانت للسيطرة البريطانية على جبل طارق أكبر الأثر في تمكين الحلفاء من التحكم في دخول البحر المتوسط خلال الحرب العالمية الثانية. تعرض جبل طارق عدة مرات لهجمات القوات الألمانية والإيطالية والفرنسية الفيشية دون أن تتسبب في ضرر بالغ. رفض الديكتاتور اللواء فرانثيسكو فرانكو أن يشترك في مخطط نازي للاستيلاء على جبل طارق ولكنه أحيا الادعاءات الإسبانية المطالبة به بعد الحرب. وعندما اشتد النزاع الحدودي، قامت إسبانيا بغلق حدودها مع جبل طارق بين عامي 1969 و1985 كما قطعت وسائل الاتصال بجبل طارق. دعمت دول أمريكا اللاتينية موقف إسبانيا، ولكن رفضته بريطانيا ومواطني جبل طارق أنفسهم الذين أكدوا بقوة على حقهم في تقرير المصير. واستمرت المباحثات بين بريطانيا وإسبانيا حول وضع جبل طارق ولكنها لم تصل إلى حل.
وبدءً من عام 1985م شهد إقليم جبل طارق تغيرات جذرية نتيجةً لتراجع بريطانيا عن التزاماتها الدفاعية في الخارج. فقد غادرت معظم القوات البريطانية إقليم جبل طارق الذي لم يَعُد يُعتبر موقعًا ذو أهمية عسكرية رئيسة. فاقتصاده الآن يعتمد على السياحة والخدمات المالية والشحن البحري والمقامرة عبر الإنترنت. يتمتع جبل طارق الآن بالحكم الذاتي بشكل كبير من خلال برلمانه وحكومته، وذلك رغم تولّي المملكة المتحدة سياسة جبل طارق الخارجية ومسئولية الدفاع عنه. كما وضعه تقدمه الاقتصادي ضمن قائمة أغنى المناطق في الإتحاد الأوروبي.

## خلفية جغرافية

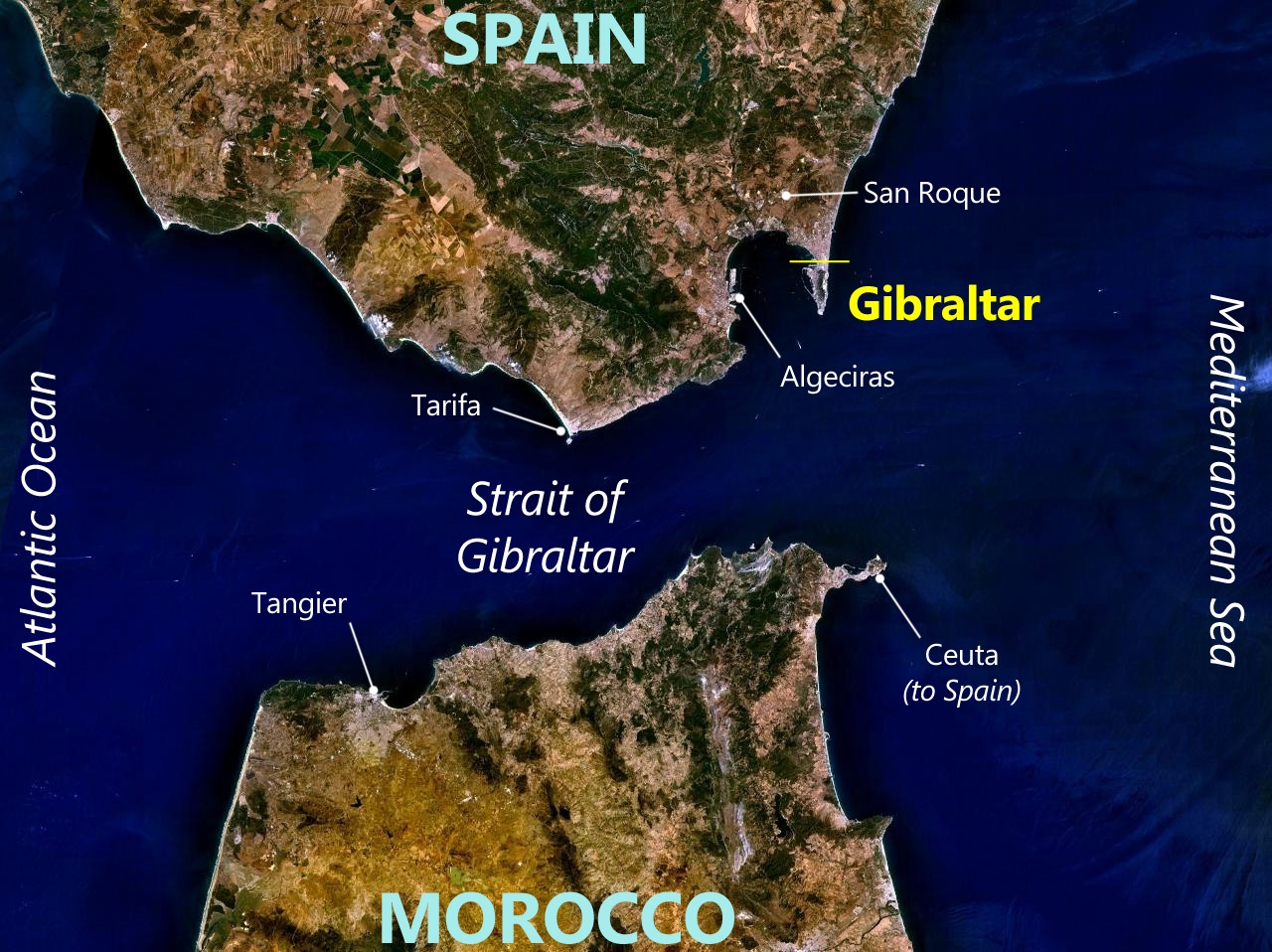
منظر توضيحي من الأقمار الصناعية لمضيق جبل طارق

كان تاريخ جبل طارق متأثرًا بالموقع الاستراتيجي الذي يتمتع به بالقرب من مدخل البحر المتوسط. فهو شبه جزيرة ضيقة تقع في الجهة الشرقية لخليج جبل طارق وتبعُد مسافة أربعة أميال (6.4 كم) عن مدينة الجزيرة الخضراء. يقع جبل طارق بأقصى جنوب الساحل الإسباني في إحدى أضيق المناطق في البحر المتوسط، حيث يبعُد فقط مسافة خمسة عشر ميلًا (24 كم) عن ساحل المغرب بشمال أفريقيا. فموقعه عند خليج جبل طارق جعله مرسى طبيعي مؤات للسفن. وكما أوضح أحد الكُتاب: «من يسيطر على جبل طارق فهو يسيطر أيضًا على حركة السفن من البحر المتوسط وإليه. ومن حيث القوة العسكرية والبحرية، فهناك مناطق محدودة تتمتع بموقع استراتيجي يفوق جبل طارق.»
تبلغ مساحة إقليم جبل طارق 2.6 ميل مربع فقط (6.7 كم2). وتشغل معظم هذه المساحة صخرة جبل طارق شديدة الانحدار التي يصل ارتفاعها إلى 426 متر (1,398 قدم). وتقع مدينة جبل طارق عند سفح الصخرة بالجانب الغربي لشبه الجزيرة. ويربط برزخ ضيق منخفض شبه جزيرة جبل طارق بالبر الرئيسي لإسبانيا. وتشبه الواجهة الشمالية للصخرة الجرف العمودي تقريبًا وارتفاعه 396 متر (1,299 قدم) وتطل على البرزخ، والمنفذ البري الوحيد لمدينة جبل طارق هو عبر شريط ساحلي عرضه 350 متر (1,150 قدم) والذي كان أضيق كثيرًا قبل استصلاح الأراضي البحرية خلال القرن العشرين.
وبالتالي فقد كان لجغرافيا جبل طارق دور كبير في منحه مزايا دفاعية طبيعية هامة. فمن المستحيل عمليًا تسلُّق الجهة الشرقية أو الشمالية لصخرة جبل طارق، واللتان هما إمّا عموديتين أو ما يقرب من ذلك. وفي الجنوب تُحاط المنطقة المستوية حول يوروبا بوينت (رأس أوروبا) بجروف يصل ارتفاعها إلى ثلاثين مترًا (98 قدم). أما الجهة الغربية فهي المنطقة الوحيدة الممكنة لهبوط الطائرات، ولكن حتى في ذلك المكان تعمل المنحدرات الحادة في صالح المدينة المبنية فوقها وتقوم بدور المُدافع. كل هذه العوامل منحت جبل طارق أهمية عسكرية بالغة على مدار قرون.

## التاريخ القديم وعصور ما قبل التاريخ

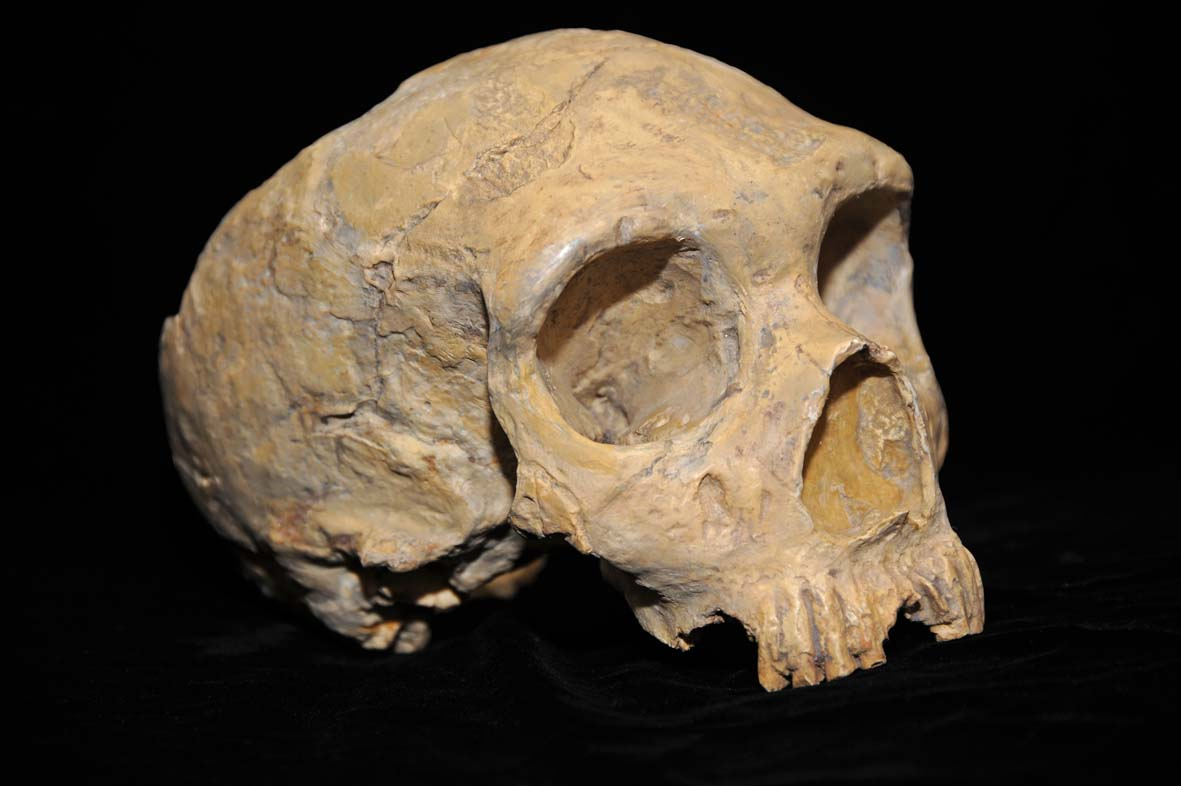
"امرأة جبل طارق" عينة من النياندرتال في جبل طارق ترجع إلى ما يقرب من 50,000 عام

كان مظهر جبل طارق في عصور ما قبل التاريخ مختلفًا. فعلى عكس الوقت الحالي حيث كان البحر يحيط بجبل طارق، فقد كان مستوى المياة في عصور ما قبل التاريخ منخفضًا كثيرًا عندما كانت الكتل الجليدية أكبر حجمًا. وكانت تحيط بشبة الجزيرة الموجودة حاليًا سهول ساحلية خصبة بها مستنقعات وكثبان رملية تضم تشكيلة وفيرة من الحيوانات والنباتات.
ومن المعروف أن جنس النياندرتال قد سكنوا الكهوف حول صخرة جبل طارق، ففي عام 1848 تم التنقيب عن أول جمجمة لشخص بالغ من جنس النياندرتال، وهي الحفرية الثانية الوحيدة التي اكتُشفَت من جنس النياندرتال على الإطلاق، عند محجر فوربس بالجهة الشمالية من صخرة جبل طارق. وبعد أن تم التعرف على الجمجمة كما هي، سُميت تلك الفصيلة بسكان جبل طارق بدلاً من النياندرتال. لم يكن معروفًا على وجه التحديد ما هو عمر تلك الجمجمة ولكنها ترجع إلى بدايات العصر الجليدي الأخير منذ حوالي 50,000 عام.
تم اكتشاف المزيد من بقايا النياندرتال في مناطق أخرى فوق صخرة جبل طارق عند برج مراقبة ديفيلز تاور وكهف إيبكس وفانجارد وجورهام بالجهة الشرقية من جبل طارق. كشفت عمليات التنقيب في كهف جورهام عن أدلة تفيد بوجود النياندرتال منذ وقت يقرب من 28,000 إلى 24,000 عام مضت، بعد أن كان من المعتقد أنهم فنوا بمكان آخر في أوروبا. واستمر جنس الإنسان العاقل (هومو سبينس) العيش في كهوف جبل طارق بعد فناء النياندرتال. ووجدت أدوات حجرية ومواقد قديمة وعظام حيوانات يرجع تاريخها إلى ما يقرب من 40,000 إلى 50,000 عام في رواسب كهف جورهام. كما وُجد العديد من كسر الأواني الخزفية في كهوف جبل طارق يرجع تاريخها إلى العصر الحجري الحديث، وفي الأغلب أنواع نمطية من حضارة ألميريا وُجدت في مناطق أخرى بالأندلس، وبخاصة حول مدينة ألمرية التي منها اشتق ذلك الاسم. لا توجد أدلة تذكر على اللجوء إلى المسكن في العصر البرونزي حيث تخلى الناس عن تقليدهم في العيش في الكهوف.

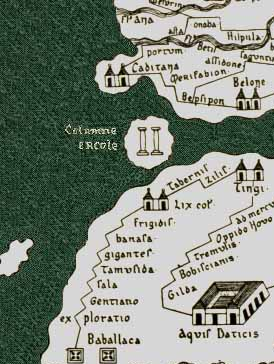
أعمدة هرقل تصوَّر بشكل خاطئ كجزيرة على اللوحة البويتينغرية وهي خريطة رومانية قديمة

وخلال العصور القديمة كانت شعوب البحر المتوسط تعتبر جبل طارق مكان ذو أهمية دينية ورمزية كبيرة. فكان الفينيقيون موجودين بجبل طارق لقرون عديدة وعلى ما يبدو كانوا يستخدمون كهف جورهام كمزار لـروح المكان  كما فعل البونيقيون والرومان من بعدهم. وكشفت أعمال التنقيب أن الفخار والمجوهرات والجعران المصري كانت تقدم كقرابين للآلهة ربما أملاً في أن تؤمّن لهم طريقًا آمنًا وسط مياة مضيق جبل طارق المحفوفة بالمخاطر.
كان اليونانيون والرومانيون يقدسون صخرة جبل طارق باعتبارها أحد أعمدة هرقل التي خلقها نصف الإله خلال خلقه العاشر عندما حطّم الجبل الذي يفصل بين المحيط الأطلسي والبحر المتوسط. ووفقًا لما قاله أحد المسافرين اليونانيين من مدينة فوكا الذي زار جبل طارق في القرن السادس قبل الميلاد، أنه وجد معابد ومذابح لهرقل على صخرة جبل طارق حيث يقدم المسافرين المارّين الذبائح. ورمز الأسبان إلى أهمية أعمدة هرقل فيما بعد من خلال رسم شعاري يحتوي على زوج من الأعمدة ملفوفة حولهما زخرف حلزوني وهو الرمز الذي أصبح فيما بعد رمز الدولار $ والعملة البرتغالية المتعلقة بها سفراو ().
وبالنسبة للرومان القدماء، كان جبل طارق يعرف باسم مونس كالبي وهو واسم ربما يكون مشتقًا من الكلمة الفينيقية كالف وتعني «مجوف» ومن المحتمل أن كون ذلك إشارة إلى الكهوف الجيرية في صخرة جبل طارق. كانت هذه الصخرة معروفة جيدًا لدى الجغرافيين القدماء،  ولكن لا توجد أدلة اثرية على وجود استقرار دائم من أيام الفترة القديمة. وطبقًا لما قاله الكاتب الروماني أفينوس، فإن الرحالة اليوناني القديم إيكتيمون سجّل قائلاً
كانت هناك أسباب أخرى عادية لعدم الاستقرار في جبل طارق، حيث كان به العديد من العيوب التي أعاقت استقرار المستوطنين اللاحقين. فقد كان جبل طارق يفتقر إلى المياة العذبة التي يسهل الوصول إليها، أو تربة خصبة أو مَرْسَى طبيعي آمن على الشاطئ. واستشهد أفينوس بالمقولة «طين الشاطئ الضحل والكثيف» كأسباب لعدم الرسو هناك. كما أن موقعه الجغرافي، والذي أصبح فيما بعد قيمته الاستراتيجية الرئيسية، لم يكن عاملاً هامًا خلال العصور الكلاسيكية كمدخل إلى البحر المتوسط ولم تتكالب عليه الدول حينئذ.
لهذه الأسباب استقر القدماء بدلاً من ذلك بأعلى الخليج فيما يعرف الآن بـكامبو جبل طارق (المناطق الداخلية خلف الساحل). تأسست مدينة كارتيا، الواقعة بالقرب من مدينة سان روكي الإسبانية الحالية، على يد الفينيقيين حوالي عام 950 ق.م في نفس موقع مستوطنة سابقة لشعب التوردانوس الأصليين. واستولى القرطاجيون على تلك المدينة قبيل عام 228 ق.م ثم استولى عليها الرومان في عام 206 ق.م. وبالتالي أصبحت القاعدة الغربية لبومبيوس الكبير في حملته عام 67 ق.م ضد القراصنة الذين هددوا أمن البحر المتوسط حينئذ. ويبدو أن سكان كارتيا قد هجروا المدينة بعد أن دمرتها وسلبتها قبائل الوندال في عام 409 ميلادية أثناء زحفهم عبر هسبانيا الرومانية تجاه أفريقيا، وفيما بعد وقعت تلك المنطقة تحت حكم القوط المسيحيين.

## الحكم الإسلامي (711-1309، 1333-1462)
المقالة الرئيسية: حكم الموريون لجبل طارق

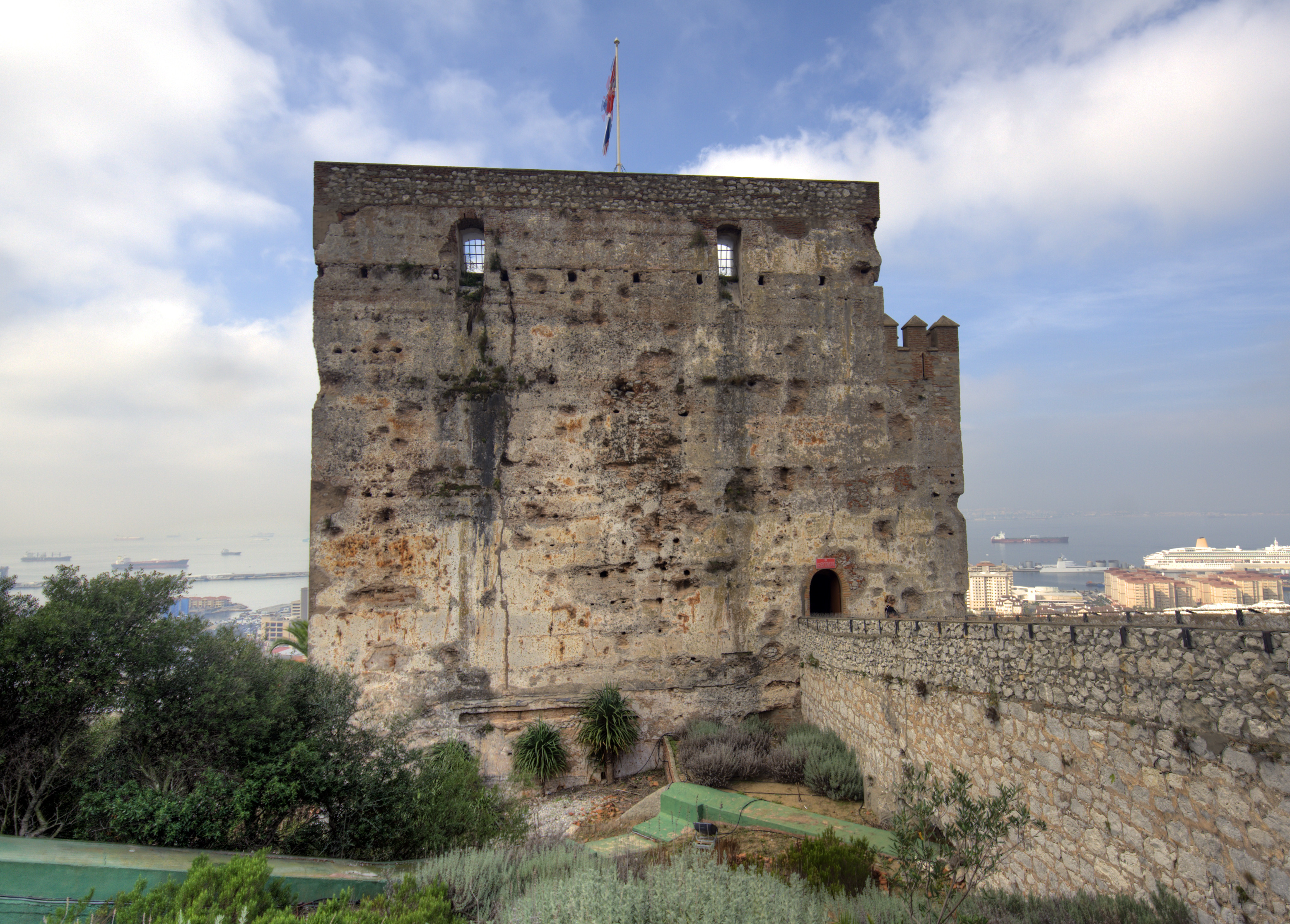
برج التكريم في القرن الرابع عشر، آخر جزء باقي من قلعة المورو بجبل طارق

بحلول عام 681 توسعت جيوش الخلافة الأموية في زحفها من موطنهم الأصلي بشبه الجزيرة العربية لغزو شمال إفريقيا والشرق الأوسط ومناطق واسعة من غرب آسيا جالبين الإسلام في أعقابهم ومحوّلين السكان المحليين إلى الدين الجديد. وبذلك أصبحوا البربر في شمال إفريقيا، أو كما أسماهم المسيحيون بالموريين، مسلمين. تحوَّل مضيق جبل طارق إلى حدود بين شمال إفريقيا الإسلامية وهسبانيا المسيحية وبهذا اكتسب أهمية إستراتيجية جديدة. تردّت الأحوال في هسبانيا إلى أن وصلت إلى الحرب الأهلية في القرن الثامن حيث تقاتلت فصائل القوط الغربيين المتناحرة للسيطرة على العرش. مما جعل الفرصة سانحة أمام الموريين لغزو هسبانيا واتباع سياسة فرّق تسُد بين الفصائل المسيحية.
وبعد هجوم في عام 710، عبر جيش أغلبه من البربر تحت قيادة طارق بن زياد من شمال إفريقيا في إبريل (نيسان) 711 ونزلت في مكان ما بالقرب من جبل طارق (رغم أنه ليس على الأرجح في الخليج أو صخرة جبل طارق). فتوحاته تركت وراءها إرثا خالدًا لجبل طارق: فقد سُمّي مونس كالبي على اسمه جبل طارق وفيما بعد تم تحريف الاسم إلى جبرلتار بالإنجليزية.
تم تحصين جبل طارق لأول مرة في عام 1160 على يد سلطان الدولة الموحدية عبد المؤمن بن علي استجابة للتهديدات الساحلية التي يمثله ملوك أراغون وقشتالة المسيحيون. أعيد تسمية جبل طارق باسم جبل الفتح، إلا أن هذا الاسم لم يستمر، حيث وضعت أساسات مدينة تدعى مدينة الفتح عند المنحدرات العليا بصخرة جبل طارق. لم يكن واضخًا على وجه التحديد كم من الوقت مر منذ تأسيس مدينة الفتح حيث كانت البقايا الأثرية غير كافية.
في أواخر القرن الثالث عشر وأوائل القرن الرابع عشر خاضت قشتالة معارك مع مرينيون المغرب وبنو نصر من مملكة غرناطة للسيطرة على مضيق جبل طارق. وهذا الصراع (بالإسبانية: لا كويستيون ديل استريتشو قضية المضيق) هو مرحلة رئيسية في تاريخ استعادة المسيحيين لإسبانيا. وبالرغم من أنه لم يكن يوجد أي تسجيل وثائقي متاح في الفترة التي عقبت تأسيس مدينة الفتح، هناك أسباب للاعتقاد بأن هناك مدينة صغيرة مُحصنة كانت موجودة في جبل طارق، وكان وجودها هو النتيجة المباشرة لسقوط طريفا في عام 1292. بعد سقوط المدينة كان متوقعًا أن ملك قشتالة سانتشو الرابع سيفرض الحصار على الجزيرة الخضراء (مع أنه في الحقيقة لم يفعل ذلك) لكي يحول دون اتصال المرينيون بشبه الجزيرة الإيبيرية. إن التهديد القائم في ظل وجود معقل مسيحي في الغرب من شأنه أن يجعل من الضروري إقامة حامية في شرق الجزيرة الخضراء. وبهذه الطريقة سيؤمن جبل طارق الحماية لمؤخرة الجزيرة الخضراء وسيوفر نقطة تراجع في حالة سقوط المدينة. وفي الوقت ذاته، فإن مرتفعات صخرة جبل طارق توفر موقع مراقبة متميز لرصد تحركات الأسطول المسيحي في المضايق.
لم يلبث أن حل عام 1309 حتي وضعت دفاعات جبل طارق أمام أول اختبار لها في حصار جبل طارق الأول. في ذلك العام كانت قوات فرناندو الرابع ملك قشتالة وخايمي الثاني ملك أراغون المتحالفة ستشن هجومًا على مملكة غرناطة الإسلامية، مستهدفة ألمرية شرقًا والجزيرة الخضراء، عبر خليج جبل طارق غربًا. وفي يوليو (تموز) عام 1309 فرض القشتاليون حصارًا على كل من الجزيرة الخضراء وجبل طارق. وفي ذلك الوقت كان لدى الأخير (جبل طارق) عدد سكان متواضع حوالي 1,200 شخص وقلعة وتحصينات بدائية. وأثبتوا عدم قدرتهم على مهمة صد القشتاليين فاستسلمت حامية جبل طارق من بنو نصر بعد شهر واحد. يئس فرناندو من حصاره للجزيرة الخضراء في فبراير (شباط) التالي ولكنه استمر في حصاره لجبل طارق، طاردًا المورو ويعيد إسكانه بالمسيحيين. تم بناء قلعة وحوض لبناء السفن بناء على تعليماته لتأمين سيطرة القشتاليين على شبه الجزيرة. كما أصدر الملك فرناندو براءة تمليك يمنح امتيازات لسكان جبل طارق لحثهم على البقاء، حيث لم يكن يعتبر في البداية مكانًا مضيافًا للعيش.

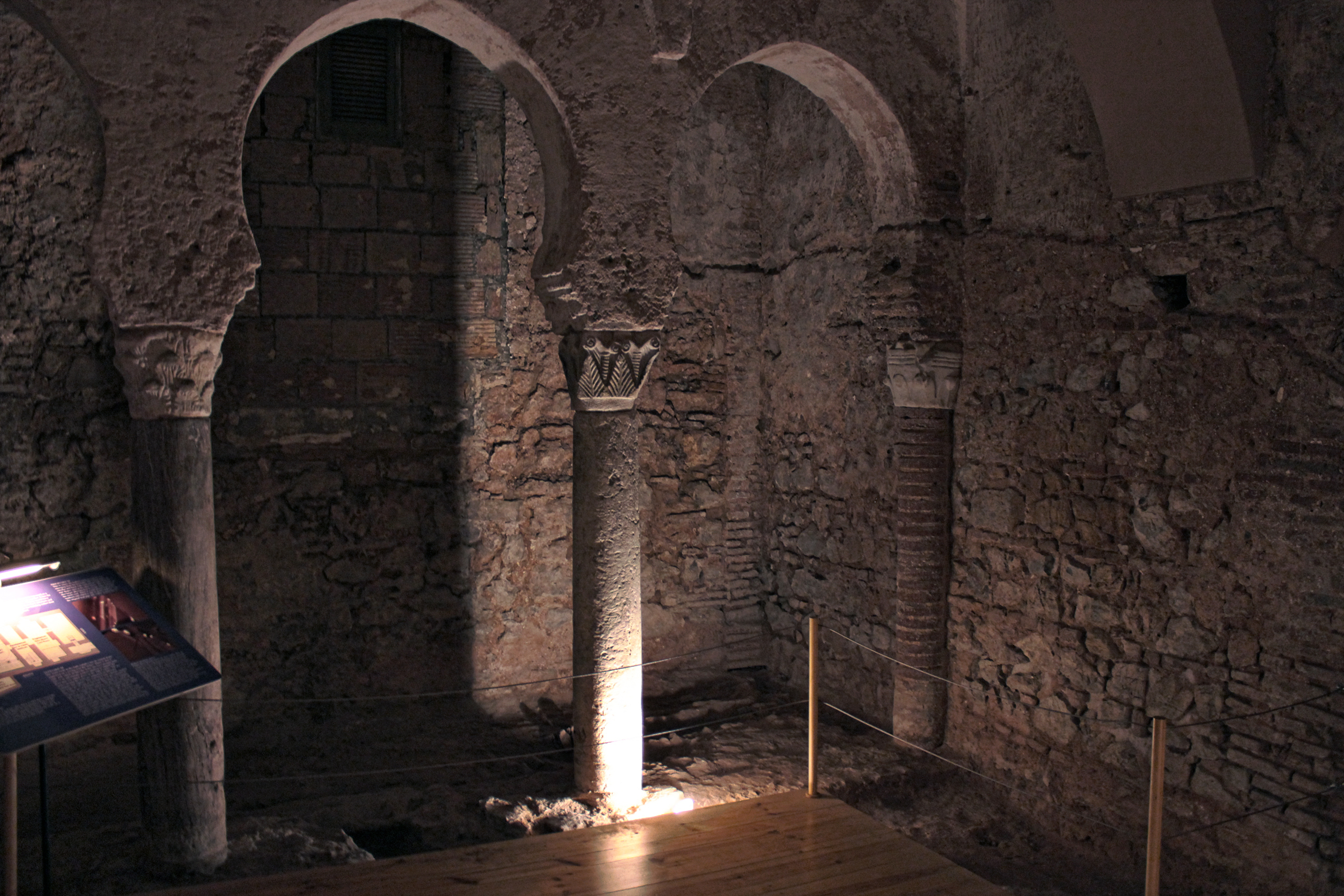
حمامات الموريين بجبل طارق، أدرجت الآن في متحف جبل طارق

وفي عام 1315 حاول الموريون من بني نصر استعادة جبل طارق (الحصار الثاني لجبل طارق) ولكنهم رفعوا حصارهم القصير عنه عندما أتت قوات إغاثة قشتالية. وبعد ثمانية عشر عامًا اتحد كل من محمد الرابع بن إسماعيل، سلطان غرناطة النصريّ وأبو الحسن علي بن عثمان، سلطان مملكة فاس المريني لحصار جبل طارق (الحصار الثالث لجبل طارق) بجيوش وقوات بحرية كبيرة. ولكن في هذه المرة لم يكن ألفونس الحادي عشر، ملك قشتالة، قادرًا على تجميع قوات إغاثة لعدة شهور خوفًا من وقوع حركات التمرد داخل مملكته. وأخيرًا وصلت قوة الإغلثة في يونيو (حزيران) 1333 ولكنها فوجئت بأن سكان جبل طارق الذين تضوروا جوعًا كانوا قد استسلموا بالفعل لموريو مملكة فاس. وجد القشتاليون أنفسهم مجبرين على حصار عدو مُترسخ (الحصار الرابع لجبل طارق)، ولكنهم لم يستطيعوا اختراق دفاعات المورو ووصل الأمر إلى طريق مسدود، فاتفق الطرفان على وقف القتال في مقابل تقديم تنازلات متبادلة وأربعة أعوام من الهدنة.
أقام أبو الحسن الحصون المنيعة حول جبل طارق حتى وصفها المؤرخون بـ «الأسوار الحصينة تحيط المدينة كما تحيط الهالة بالهلال» تحسبًا لوقوع حرب جديدة، وقد اندلعت في حينها عام 1339. إلا أن قوات أبو الحسن مُنيت بهزيمة نكراء في معركة ريو سالادو (نهر سالادو) في أكتوبر (تشرين الأول) 1340 وتقهقر إلى الجزيرة الخضراء. حاصر القشتاليون المدينة لعامين وأخيرًا أجبروها على الاستسلام بالرغم من أن جبل طارق لا تزال في أيدي المورو. كانت دفاعات شبه جزيرة جبل طارق قد تطورت بشكل كبير بعد أن بنى أبو الحسن أسوار جديدة وأبراج ومخازن الذخائر وقلعة مما جعل الاستيلاء عليها محاولة أكثر صعوبة. فرض ألفونس الحادي عشر مجددًا الحصار على جبل طارق (الحصار الخامس لجبل طارق) في عام 1349 بعد وفاة أبو الحسن ولكن تم إحباط الحصار بانتشار الموت الأسود (الطاعون) عام 1350 والذي قضى على العديد من جنوده وأودى بحياته.
ظل جبل طارق في أيدي المورو حتى عام 1462 ولكن تنازع عليه بنو نصر غرناطة ومرينيون مملكة فاس. وفي عام 1374 سلّم الأخير شبه الجزيرة إلى الأول، على ما يبدو، تقديرًا لدعم غرناطة العسكري في قمع الثورات في المغرب. وفي عام 1410 ثارت حامية جبل طارق على بني نصر ولكن جيش غرناطة استرد سيطرته في العام التالي بعد حصار قصير (الحصار السادس لجبل طارق). ومن ثم اتخذ الغرناطيون من جبل طارق قاعدة لهجماتهم على الأراضي المسيحية، مما حفّز إنريكي بيريز دي غوزمان الكونت الثاتي لنييبلا أن يفرض الحصار عام 1436 (الحصار السابع لجبل طارق). إلا أن تلك المحاولة انتهت بكارثة؛ حيث تم صد الهجوم مسفرًا عن خسائر بشرية فادحة حتى إنريكي نفسه غرق أثناء محاولته للهروب بحرًا. وعثر الموريون على جثته وقطعوا رأسه وعلقوها على أسوار جبل طارق طيلة الاثنين وعشرين عامًا التالية.
وصل حكم الموريون لجبل طارق إلى نهايته في أغسطس (آب) 1462 عندما شنّت قوة صغيرة من القشتاليين تحت قيادة ألونسو دي اركوس، حاكم مدينة طريفة بهجوم مفاجئ (الحصار الثامن لجبل طارق). بدأ القشتاليون هجومهم بينما كان كبار قادة جبل طارق وسكانه يقدمون الولاء لسلطانهم غرناطة الجديد. بعد هجوم قصير ألحق خسائر جسيمة بالمحاربين، فاستسلمت الحامية لابن إنريكي دي غوزمان وهو خوان ألونسو دي غوزمان الآن أول دوق مدينة شذونة. وتم طرد السكان الموريين مرة أخرى بأعداد كبيرة ليحل المسيحيون مكانهم.

## القشتاليون والحكم الإسباني (1462-1704)

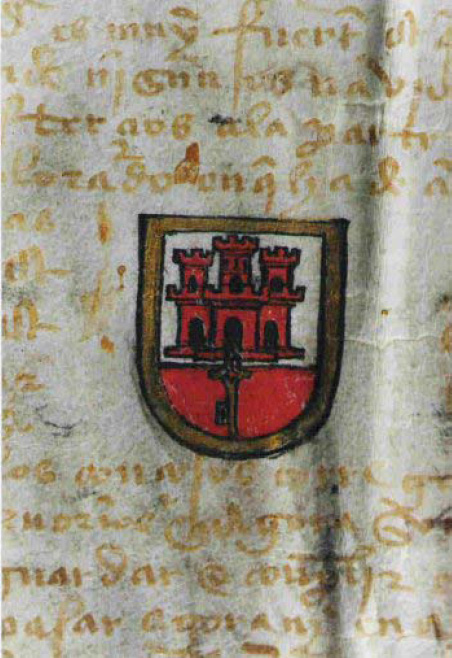
الشعار الممنوح لمدينة جبل طارق بأمر ملكي أصدرته الملكة إيزابيلا الأولى في طليطلة في 10 يوليو (تموز) 1502

بعد فترة قصيرة من استعادة جبل طارق أعلن هنري الرابع ملك قشتالة جبل طارق كملكية للتاج الملكي وأعاد الامتيازات الخاصة التي منحها سلفه لنفسه خلال الفترة السابقة من الحكم المسيحي. وبعد أربعة أعوام من زيارته لجبل طارق عام 1463، أطاحت به طبقة النبلاء ورجال الدين الأسبانيون. فتولى أخوه غير شقيقه ألفونسو من بعده وتم إعلانه ملكًا وتم منحه مدينة شذونة لدعمه للوردات جبل طارق. ولكن الحاكم القائم حينها، وهو موالي للملك المعزول هنري الرابع، رفض تسليم جبل طارق لمدينة شذونة. وبعد حصار دام خمسة عشر شهرًا (الحصار التاسع لجبل طارق) من أبريل (نيسان) 1466 إلى يوليو (تموز) 1467 استولت مدينة شذونة على جبل طارق. وفي العام التالي توفي الحاكم ولكن تم تثبيت ابنه إنريكي على منصب لورد جبل طارق من قبل الملك هنري الرابع الذي أعيد لمنصبه عام 1469. في عام 1474 قام دوق مدينة شذونة الجديد ببيع جبل طارق إلى مجموعة من الكونفرسو اليهود (اليهود الذين تحولوا إلى الكاثوليكية) من قرطبة وإشبيلية يتزعمهم بيدرو دي هيريرا في مقابل الإنفاق على حامية المدينة لمدة عامين، وبعد انتهاء تلك المدة قام الدوق بطرد الكونفرسو وكان عددهم 4,350. وتعززت مكانته فيما بعد عندما منحته الملكة إيزابيلا الأولى لقب مركيز جبل طارق.
في الثاني من يناير (كانون الثاني) عام 1492، أي بعد خمسة أعوام من الحرب، وصل حكم إمارة الموريون في إسبانيا إلى نهايته بعد سقوط غرناطة في أيدي الملكان الكاثوليكيان. وبأمر من الملكين في مارس (آذار) من نفس العام تم إجلاء يهود جبل طارق من إسبانيا مثلما تم مع اليهود بالأماكن الأخرى بالمملكة. اتخذت مدينة شذونة من جبل طارق قاعدة للسيطرة الإسبانية على مدينة مليلية بشمال إفريقيا عام 1497. وبعد مرور عامين أجبر الموريون على أن يعتنقوا المسيحية وإلا سيتم طردهم. وبالرغم من أن بعضهم اعتنق المسيحية بالفعل، فإن معظمهم غادر متجهًا إلى شمال إفريقيا وكثير منهم سافر عبر جبل طارق.
عادت جبل طارق مرة أخرى كملكية للتاج الملكي عام 1501 بأمر من الملكة إيزابيلا وفي العام التالي تم وضع مجموع جديدة كشعار لجبل طارق، وهي لا تزال مُستخدَمة في جبل طارق الحديثة، بدلاً من تلك التي كانت تابعة لمدينة شذونة. وفي الأمر الملكي المُرفق بالشعار، أبرزت الملكة إيزابيلا أهمية جبل طارق كـ«المفتاح الرابط بين ممالكنا في البحار الشرقية والغربية [البحر المتوسط والمحيط الأطلسي]». وقد تم تمثيل تلك الاستعارة في الشعار حيث كان فيه مفتاحًا ذهبيًا متدلي من البوابة الأمامية لقلعة ذات أسوار. وأوصى الأمر جميع الملوك الأسبانيين القادمين أن «يحتفظوا ويبقوا على المدينة المذكورة لأنفسهم وفي حوزتهم، وأنه ليس عزلتها ولا أي جزء بها ولا سلطتها القضائية ... تجوز أبدًا أن تُصاغ من ملوك قشتالة.»
في هذه المرحلة في التاريخ، لم تكن «جبل طارق» تعني فقط شبه الجزيرة بل المنطقة المحيطة بأكملها بما فيها الأراضي التي تقع بها حاليًا مدينة لا يينا دي لا كونسيبسيون بسان روكي ومدينة لوس باريوس والجزيرة الخضراء. يحد جبل طارق من الشرق نهر جواديارو وتقع حدوده الشمالية في نطاق بلدة كاستيلار دي لا فرونتيرا وبلدة خيمينا دي لا فرونتيرا وبلدة الكالا دي لوس لاجوليس ومدينة شذونة وطريفا. من أيام القرن السادس عشر تم اتخاذ المعنى الحديث للاسم الذي بالتحديد أصبح يشير إلى مدينة جبل طارق وشبه الجزيرة التي يقع بها فقط.
وفي ظل الحكم التاج الإسباني، سقطت مدينة جبل طارق في انحدار شديد. فقد كان لنهاية حكم المسلمين في إسبانيا ولسيطرة المسيحيين على الموانئ الجنوبية أكبر الأثر في التقليص من الأهمية الإستراتيجية لشبه جزيرة جبل طارق. إلا أنها اكتسبت بعض من الأهمية الاقتصادية من صيد التونة وصناعات إنتاج النبيذ ولكن فائدتها كحصن أصبحت الآن محدودة. وتم تقليص مكانته إلى مجرد معقل عاديّ على نتوء خليجي صخري وقد حلّت ماربيا محل جبل طارق كميناء إسبانيا الرئيسي في المنطقة.
تضاريس جبل طارق الوعرة جعلت منه مكانًا غير مرغوب للعيش فيه. ولزيادة عدد السكان به عُرِضَ على المتهمين من مملكة غرناطة إمكانية تمضية عقوبتهم في حامية جبل طارق كبديل عن السجن. وبالرغم من عدم جاذبية جبل طارق الظاهرة، فقد حاول خوان ألفونسو بيريز دي غوزمان، دوق شذونة الثالث استعادة السيطرة عليه. ففي سبتمبر (أيلول) 1506، أي بعد وفاة الملكة إيزابيلا، فرض خوان الحصار (الحصار العاشر لجبل طارق) على أمل أن تُفتح البوابات أمام قواته. إلا أن ذلك لم يحدث، وبعد حصار فاشل دام لأربعة أشهر يئس خوان من المحاولة. لذا حصل جبل طارق على لقب «الأكثر ولاءً» من التاج الإسباني تقديرًا لإخلاصه.

### غارات القراصنة البربر وحروب مع قوى أوروبية أخرى

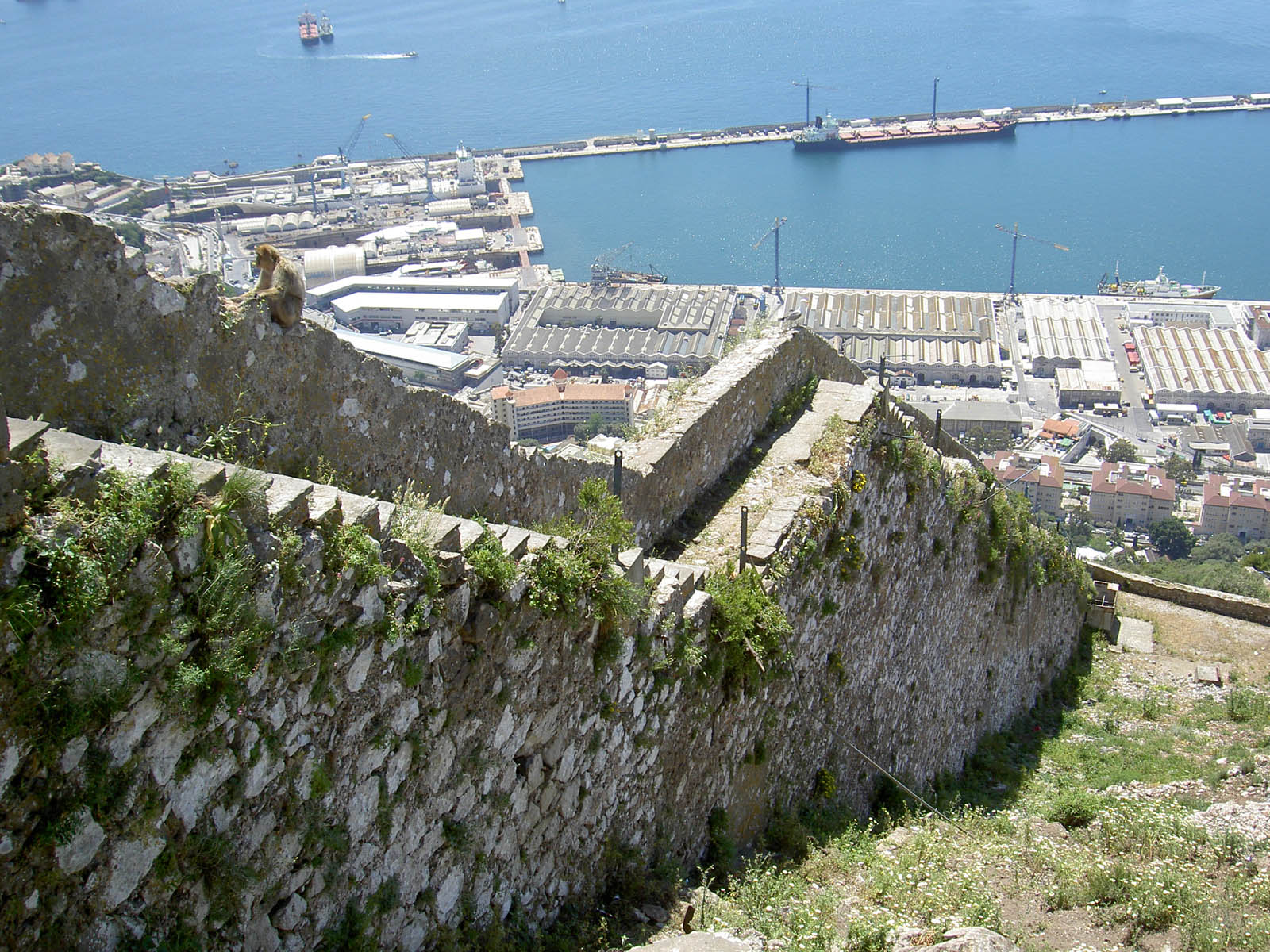
جدار الملك شارل الخامس الذي بناه الأسبان للتحكم في الدخول إلى الجهة الجنوبية لجبل طارق بعد هجمة القراصنة في سبتمبر (أيلول) 1540

رغم التهديدات الخارجية المستمرة، فقد أهمل التاج الإسباني جبل طارق وأصبحت تحصيناته بحاجة إلى ترميم. فانتهز القراصنة البربر بشمال إفريقيا فرصة الدفاعات الضعيفة حيث شنوا هجمة كبرى في سبتمبر (أيلول) 1540 سقط فيها المئات من سكان جبل طارق كرهائن أو عبيد. كما نُهِب مزار سيدة أوروبا وسُرِقت جميع الأشياء الثمينة به. تم تحرير العديد من الأسرى بعد ذلك عندما اعترض الأسطول الإسباني بقيادة برناردينو دي مندوزا سفن القراصنة بالقرب من ألبوران عندما كانوا يعيدون الأسرى المفديين إلى جبل طارق. استجاب التاج الإسباني متأخرًا لعُرضة جبل طارق للهجمات ببناء جدار شارل الخامس للسيطرة على الجناح الجنوبي لصخرة جبل طارق وتكليف المهندس الإيطالي جيوفاني باتيستا كالفي بتقوية أجزاء أخرى من التحصينات.
لم تزل البحار المحيطة بجبل طارق محفوفة بالمخاطر لعقود تالية حيث كانت هجمات البربر مستمرة؛ وذلك بالرغم من وجود أسطول صغير من القوارب كان متمركزًا بالميناء للرد على هجمات البربر، ولكن ثبت أن ذلك الأسطول كان له تأثير محدود حيث تم اختطاف العديد من السكان وباعهم القراصنة كعبيد. تفاقمت المشكلة بشكل كبير بعد عام 1606 عندما طردت إسبانيا جميع سكانها من المورسكيين وبلغوا 600,000 ـ والمورسكيون هم الموريون الذين تحولوا إلى المسيحية. وتم إجلاء العديد من المطرودين إلى شمال إفريقيا عبر جبل طارق ولكن انتهى بهم الأمر إلى الانضمام إلى أساطيل القراصنة، إما كمسيحيين عبيد أو كمسلمين مرتدين، وهاجموا مناطق بعيدة عن الديار مثل كورنوال.

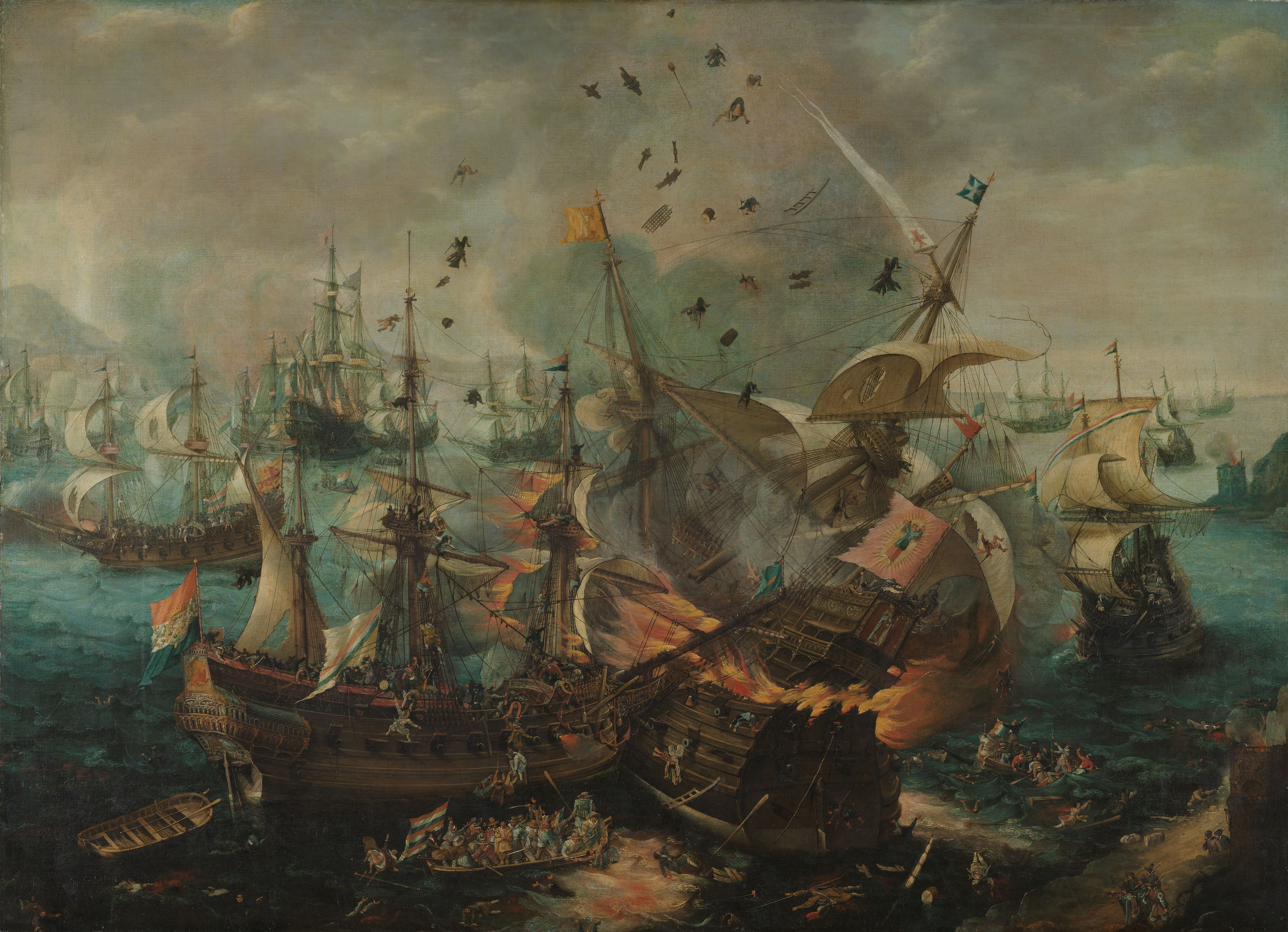
انفجار بارجة الأميرال خلال معركة جبل طارق بريشة كورنيليس كلايس فان فيرينجن

وسرعان ما انضم أعداء إسبانيا في شمال أوروبا إلى تهديد القراصنة البربر. ففي الخامس من مايو (أيار) 1607، أي خلال حرب الثمانين عامًا، باغت الأسطول الهولندي بقيادة الأميرال جاكوب فان هيمسكيرك الأسطول الإسباني الراسي في خليج جبل طارق. فانتصر الهولنديون انتصارًا ساحقًا في معركة جبل طارق 1607، ولم يخسروا أي سفينة وسقط منهم القليل من الرجال بينما تم تدمير الأسطول الإسباني بأكمله ولقي 3000 رجل مصرعهم. أعلن الأسبان والهولنديون هدنة مؤقتة عام 1607 (هدنة الاثنا عشر عامًا) وعاد القتال في 1621، عندما وصل أسطول مشترك من الهولنديين والدانماركيين إلى المضيق لمهاجمة سفن الشحن الإسبانية. في هذه المرة نجح الأسبانيون في الاستيلاء على عدد من سفن الأعداء وإغراقها في معركة جبل طارق 1621 وأقصت البقية.
وبالنسبة للوجود العسكري البريطاني فهو باختصار بدأ في جبل طارق لأول مرة في عام 1620. فقد أعطى الأسبانيون الإذن للأسطول الإنجليزي باستخدام ميناء جبل طارق كقاعدة للعمليات ضد القراصنة البربر الذين كانوا يهاجمون السواحل البريطانية والأيرلندية. كان لدى البعض في إنجلترا طموحات بأن يتجه الأسطول الإنجليزي لمواجهة إسبانيا بدلاً من مواجهة سواحل البربر. إلا أن جيمس الأول ملك إنجلترا نجح في مقاومة ضغط البرلمان لإعلان الحرب على إسبانيا فعاد الأسطول إلى إنجلترا. وبعد تولى تشارلز الأول العرش في 1625، تم إرسال أسطول آخر إلى المنطقة ومعه تعليمات بأن «يستولي على المدينة أو يدمرها» على الساحل الإسباني. كانت مدينة جبل طارق من الأهداف المقترحة على أساس أنها صغيرة وسهلة لإقامة حامية بها وإمدادها والدفاع عنها، كما أنها في موقع إستراتيجي هام للغاية. ولكن الأسطول الإنجليزي هاجم قادس معتقدًا أن نهبها سيكون أكثر ربحًا، ولكن الهجمة انتهت بفشل ذريع. فقد نهبت القوات المُنزلة مخازن النبيذ بالمدينة وتم إجلاءهم بعد أربعة أيام من الثمالة دون أي شيء يُذكر تم تحقيقه.
دفع وجود أعداء إسبانيا في المضايق الملك الإسباني فيليب الرابع أن يأمر بتعزيز دفاعات جبل طارق. فتم بناء حاجز للأمواج ومنصات للمدافع، إلا أن فائدة تلك المدافع كانت محدودوة لنقص جنود المدفعية. كانت المدينة مكانًا غير صحي ومزدحم وربما ساهم ذلك في تفشي وباء في 1649 ـ ورد أنه الطاعون ولكنه على الأرجح حمى التيفوئيد ـ أودى بحياة ربع السكان. عادت الأساطيل الإنجليزية إلى جبل طارق في 52-1651 ومرة أخرى في 55-1654 كحلفاء مؤقتين ضد سفن الشحن الفرنسية والهولندية في المضايق.

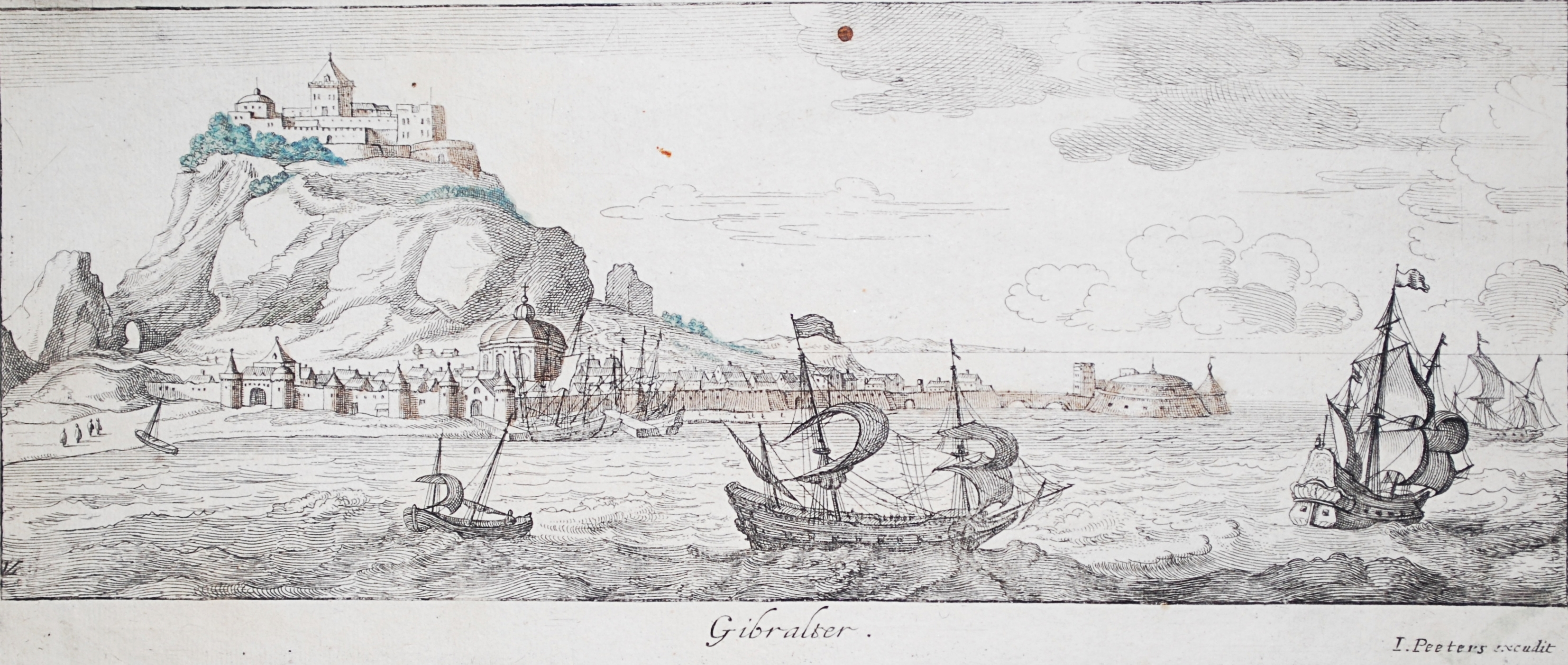
لوحة جبل طارق بريشة الفنان جان بيترز الأول

في عام 1654 قرر أوليفر كرومويل أن يتجه إلى إسبانيا (التي كانت أول دولة تعترف بالكومنولث البريطاني) ويستولي على جزيرة هسبانيولا ليجعلها قاعدة للتوسع البريطاني في منقة البحر الكاريبي. وللقيام بذلك تم تجهيز أسطولين: الأول اتجه إلى أمريكا واتجه الثاني إلى غرب البحر المتوسط للقيام بهدف مزعوم وهو مواجهة القراصنة البربر. فشل الأسطول بالبحر الكاريبي في الاستيلاءعلى هسبانيولا ولكنه بدلا من ذلك استولى على جامايكا في مايو (أيار) 1655. أما الأسطول بالبحر المتوسط فقد أبحر إلى قادس محاولاً اعتراض أسطول الكنز الأسباني ولكنه فشل. وبحلول الشتاء عاد الأسطول إلى إنجلترا. ومع ذلك لم تعلن إسبانيا الحرب على إنجلترا إلا عند حلول فبراير (شباط) 1656. وبعد فترة قصيرة أبحر أسطول إنجليزي من 49 سفينة حربية على متنه 10,000 جندي وبحّار خلال المضايق وقاموا باستطلاع جبل طارق. وبالرغم من أنهم يفتقروا إلى قوة إنزال مجدية ولم يتخذوا أي إجراء، فقد أبدى أوليفر كومويل اهتمامه في الإستيلاء عليها: «إذا امتلكناها وتمكنا من الدفاع عنها، ألن تكون نفعًا لتجارتنا ومصدر إزعاج للأسبان، وستمكننا من ... تسهيل هجومنا؟» في عام 1693، أي خلال حرب التسع سنوات، التي كانت فيها إسبانيا وإنجلترا حليفتين، لجأت فلول الأسطول المُرافق الإنجليزي الهولندي بقيادة الأميرال السير جورج روك للاحتماء بجبل طارق، ولاحقهم الفرنسيون، بعد خسارتهم معركة لاغوس. وبعد أحد عشر عامًا كان روك سيعود إلى جبل طارق للاستيلاء عليها.

### حرب الخلافة الإسبانية
المقالة الرئيسية حرب الخلافة الإسبانية

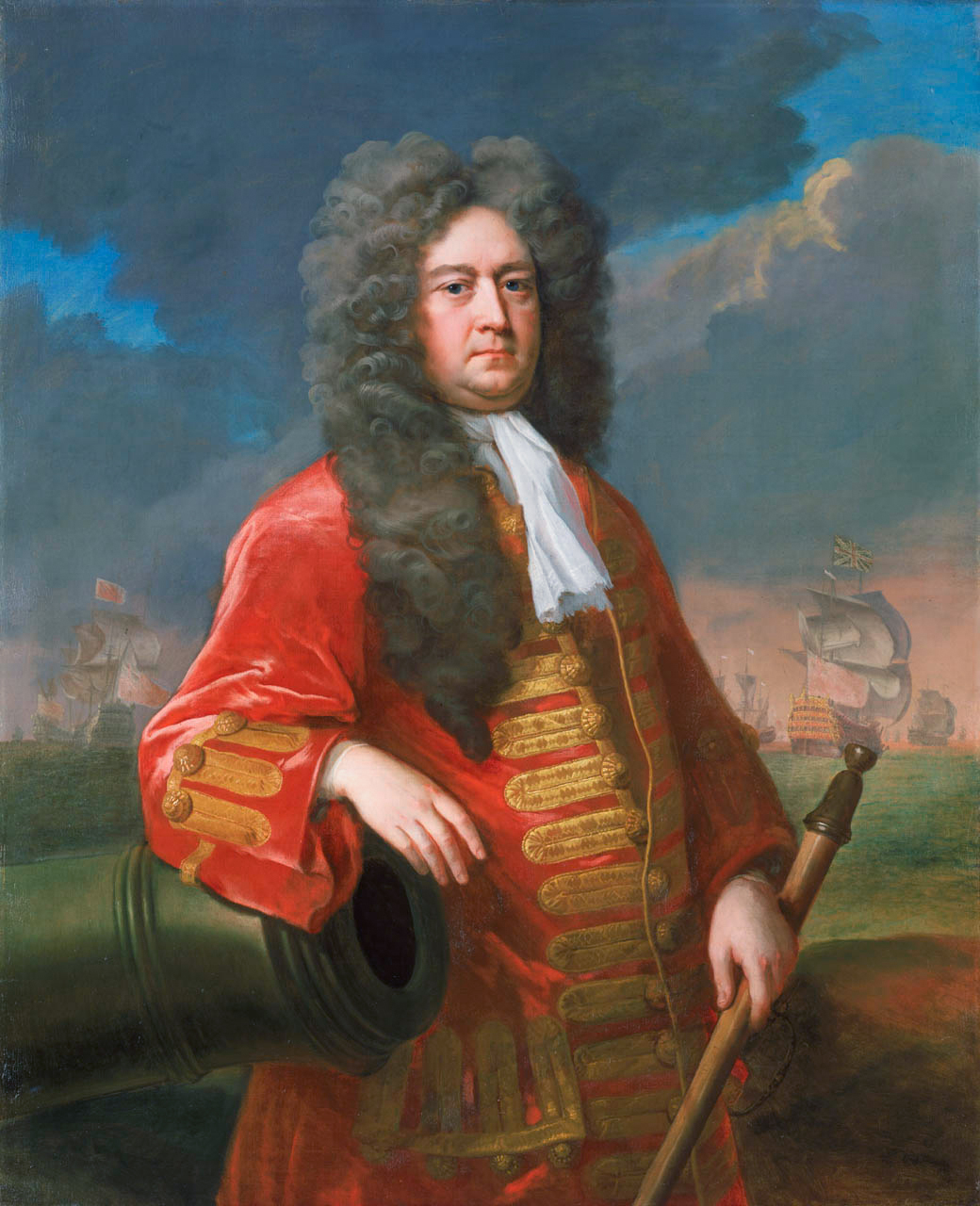
السير جورج روك، قائد الأسطول الإنجليزي الهولندي الذي استولى على جبل طارق باسم أرشدوق النمسا تشارلز

في نوفمبر (تشرين الثاني)1700 مات ملك إسبانيا كارلوس الثاني بلا ابن له. وسرعان ما احتدم الصراع حول الخلافة الإسبانية بين أمير البوربون فيليب الخامس حفيد ملك فرنسا لويس الرابع عشر وأرشدوق هابسبورغ كارل السادس مُسفرًا عن حرب عظمى. قدّم الملك لويس الرابع عشر الدعم للملك فيليب بينما ساندت كل من إنجلترا وهولندا والنمسا والبرتغال وسافوي وبعض الولايات في ألمانيا كارل خوفًا من سيطرة فرنسا على أوروبا والأمريكتين في حالة وصول فيليب للحكم. وفقًا لوصية الملك كارلوس الثاني تم تنصيب الملك فيليب ملكًا ليكون الملك فيليب الخامس لإسبانيا وضم مملكته الجديدة مع فرنسا. في فبراير التالي، اندلعت الحرب على الخلافة الإسبانية حين وصلت قوات فرنسية إلى هولندا الإسبانية وطردت الهولنديين من المدن الحدودية النمساوية الهولندية. وكان قد سبق وأعلنت الملكة آن ملكة إنجلترا الحرب على فرنسا في مايو (أيار) 1702.
وبالتالي أصبحت إسبانا هدفًا لغزو التحالف الإنجليزي الهولندي النمساوي. وكان هذا الحلف يشنّ الحملات برًا وبحرًا. قاد الهجوم البري على البر الرئيسي للبلدان المنخفضة دوق مالبورو، بينما كانت القوات البحرية بقيادة الأميرال السير جورج روك تناوش سفن الشحن الفرنسية والإسبانية في المحيط الأطلسي. وفي عام 1703 وضع دوق مارلبورو خطة للهجوم تشن فيها قواته هجوم مفاجئ على القوات الفرنسية وحلفائها القوات البافارية في حوض الدانوب بينما تشن قوات جورج روك هجوم بحري مضلل في البحر المتوسط. كانت تعليمات السير روك أن تشن قواته المدن الساحلية الفرنسية أو الإسبانية إلا أن اختياره للهدف كان متروكًا لحرية اختياره.
وعندما وصل السير روك إلى المنطقة كانت هناك العديد من المدن كأهداف مطروحة. فشلت محاولة لتحريض سكان برشلونة للثورة ضد الملك فيليب الخامس وبالتالي تم استبعاد خطة الهجوم على القاعدة الفرنسية البحرية في تولون، كما فشلت محاولة سابقة في الاستيلاء على كاديس. قرر السير روك بعد بحثه جاهدًا عن هدف أسهل أن يشن هجومًا على جبل طارق لثلاث أسباب رئيسية: كان جبل طارق ضعيف الحاميات والتحصينات، وسيكون ذو قيمة إستراتيجية كبيرة في اسهامه للمجهودات الحربية، كما أن الاستيلاء عليه قد يحفز سكان جنوب إسبانيا أن يرفضوا حكم الملك فيليب.
وفي 1 أغسطس (آب) 1704 تم شن الهجوم كعملية مشتركة بين القوات البحرية بقيادة السير روك وقوة من مشاة البحرية الإنجليزية والهولندية بقيادة الأمير جورج لويس أمير هسن دارمشتات والربّان إدوارد ويتاكر قائد السفينة البحرية الملكية دورسيتشاير. وبعد قصف بحري عنيف في 2 أغسطس (آب) قامت قوات المشاة البحرية بالهجوم على المدينة متبعةً تكتيك الكماشة واستمرت القوات في التقدم جنوبًا من البرزخ وشمالاً من يوروبا بوينت (رأس أوروبا). كان الطعام والأسلحة متوفرين بكثرة في مخازن حاميات جبل طارق إلا أن قوات المشاة البحرية تفوقهم عددًا وسلاحًا بشكل كبير. أصبحت إسبانيا غير قادرة على الدفاع عن نفسها. وفي صباح 4 أغسطس (آب)، وافق حاكم جبل طارق دييجو دي ساليناس على الاستسلام.
أوضحت شروط الاستسلام الأمر جليًا أنه تم الاستيلاء على جبل طارق باسم الملك تشارلز الثالث المذكور في شروط الاستسلام أنه «مـلك وسيد شرعي». كان سكان جبل طارق وحاميته قد وُعِدوا بحرية اعتناقهم لديانتهم وضمان حقوقهم الكائنة من قبل إذا اختاروا البقاء في جبل طارق شريطة أن يقسموا يمين الولاء للملك تشارلز كملك لإسبانيا. ولكن كما حدث قبل سنتين في الهجوم على كاديس خرجت قوات الإنزال عن النظام. فقد كانت هناك العديد من حالات الاغتصاب والتدنيس لجميع الكنائس الكاثوليكية وتحويلها إلا خزائن عسكرية (عدا كنيسة الإيبارشية كنيسة القديسة مريم العذراء المتوّجة، وهي الآن الكاتدرائية) كما تم إتلاف تمثال «سيدتنا ملكة أوروبا» وهَدْمِه. فأخذ الإسبانيون الغاضبون بالثأر من الغزاة. قُتِل جنود وبحّارة إنجليز وهولنديون واُعْتُدِيَ عليهم وألقيت جثثهم في الآبار والمجارير.

### استشهادات
1. 1 2  Rose, p. 95
2. 1 2 3  Dennis, pp. 7–8
3. ↑  Krieger, p. 8
4. 1 2  Rincon، Paul (13 سبتمبر 2006). "Neanderthals' 'last rock refuge'". BBC News. مؤرشف من الأصل في 2017-09-07. اطلع عليه بتاريخ 2013-02-16.
5. ↑  Dunsworth, p. 8
6. ↑  Walter
7. ↑  Bruner & Manzi, p. 31
8. ↑  Finlayson، J.C؛ Barton، R.N.E؛ Stringer، C.B. (2001). "The Gibraltar Neanderthals and their Extinction". Les Premiers Hommes Modernes de la Peninsule Iberique. Actes du Colloque de la Commission VIII de l'UISPP. Lisbon: Instituto Português de Arqueologia. ص. 117–122. ISBN:978-972-8662-00-4.
9. 1 2  Stringer, p. 48
10. ↑  Devenish, p. 49
11. ↑  Devenish, p. 55
12. ↑  Padró i Parcerisa, p. 128
13. ↑  Jackson, p. 20
14. ↑  Hills, p. 14
15. 1 2 3  Hills, p. 13
16. ↑  Hills, p. 15
17. ↑  Hills, p. 19
18. 1 2  Devenish, p. 72
19. ↑  Jackson, p. 22
20. ↑  Shields, p. ix
21. ↑  Collins, p. 106
22. ↑  Truver, p. 161
23. ↑  Hills, p. 18
24. ↑  Alexander, p. 14
25. 1 2  Hills, p. 30
26. 1 2  Jackson, pp. 21–25
27. ↑  Jackson, pp. 34–35
28. ↑  Harvey, p. 35
29. ↑  Jackson, p. 38
30. ↑  Jackson, pp. 39–40
31. ↑  Hills, p. 49–50
32. ↑  Jackson, pp. 40–1
33. ↑  Jackson, p. 42
34. ↑  Jackson, p. 44
35. ↑  Jackson, p. 46
36. ↑  Jackson, p. 47
37. ↑  Jackson, p. 49
38. ↑  Jackson, p. 51
39. ↑  Jackson, p. 52
40. ↑  Jackson, pp. 52–53
41. ↑  Jackson, p. 55
42. ↑  Jackson, p. 56
43. ↑  Jackson, p. 57-8
44. ↑  Jackson, p. 63
45. 1 2  Jackson, p. 65
46. ↑  Lamelas Oladán, p.25
47. ↑  Harvey, p. 51
48. ↑  Jackson, p. 67
49. ↑  Jackson, p. 70
50. ↑  Jackson, p. 71
51. ↑  Jackson, p. 72
52. 1 2  Devenish, p. 120
53. ↑  Fa, Finlayson, p. 17
54. ↑  Hills, p. 104
55. ↑  Jackson, p. 73
56. ↑  Jackson, p. 75
57. ↑  Jackson, p. 78
58. ↑  Jackson, p. 80
59. 1 2  Jackson, p. 81
60. ↑  Jackson, p. 82
61. ↑  Jackson, p. 84
62. 1 2  Jackson, p. 86
63. ↑  Jackson, p. 85–86
64. ↑  Jackson, pp. 89–91.
65. ↑  Jackson, p. 91.
66. ↑  Jackson, p. 92.
67. ↑  Jackson, p. 93.
68. ↑  Jackson, p. 94.
69. ↑  Jackson, p. 96.
70. ↑  Jackson, p. 97.
71. ↑  Jackson, p. 98.
72. ↑  Jackson, p. 99.